# Konrad Küster (Musikwissenschaftler)
Konrad Küster (* 11. März 1959 in Stuttgart) ist ein deutscher Musikwissenschaftler.

## Leben
Konrad Küster studierte an der Eberhard Karls Universität in Tübingen Musikwissenschaft, Mittlere und Neuere Geschichte und Vergleichende Landeskunde und wurde 1989 mit einer Arbeit über die Gestaltung der Kopfsätze in Mozarts Konzerten (Kassel 1991) promoviert. 1993 habilitierte er sich in Freiburg mit der Schrift Opus primum in Venedig – Tradition des Vokalsatzes, 1590–1650. Seit 1995 ist er Professor für Musikwissenschaft an der Universität Freiburg. Von 1995 bis 1997 war er Dekan, von 2002 bis 2006 Studiendekan. Von 2003 bis 2018 war er Mitglied des Vorstands der Internationalen Heinrich-Schütz-Gesellschaft.
Küsters Forschungsspektrum deckt einen weiten Bereich ab von der Musik des Mittelalters über die protestantische Musikkultur des 16. bis 19. Jahrhunderts (vor allem Heinrich Schütz und Johann Sebastian Bach) bis hin zur Wiener Klassik. Bekannt wurde er als Herausgeber des Bach-Handbuchs. Einen Arbeitsschwerpunkt bildet die Musik im nördlichen Mitteleuropa, darunter besonders die Orgelkultur in den Marschlandschaften an der Nordsee. Zudem entdeckte er 2005 die aus dem 16. Jh. stammende Tabulatur Lüdingworth. In Verbindung mit der Nordkirche (Evangelisch-Lutherische Kirche in Norddeutschland) konzipierte er 2013 die Wanderausstellung „Orgeln an der Nordsee – Kultur der Marschen“. Seit 2013 gibt er die Notenreihe „Musik zwischen Nord- und Ostsee“ heraus. Für sein Buch Musik im Namen Luthers. Kulturtraditionen seit der Reformation hat ihm die Selbständige Evangelisch-Lutherische Kirche 2021 den Hermann-Sasse-Preis zuerkannt.

## Schriften
- Mozart. Eine musikalische Biographie. Deutsche Verlags-Anstalt, Stuttgart 1990, ISBN 3-421-06572-1 (mehrere Ausgaben).
- Opus Primum in Venedig. Traditionen des Vokalsatzes 1590–1650 (= Freiburger Beiträge zur Musikwissenschaft. Bd. 4). Laaber-Verlag, Laaber 1995, ISBN 3-89007-303-4 [Habilitationsschrift].
- Der junge Bach. Deutsche Verlags-Anstalt, Stuttgart 1996, ISBN 3-421-05052-X.
- als Herausgeber: Bach-Handbuch. Bärenreiter, Kassel u. a. 1999, ISBN 3-7618-2000-3.
- W. A. Mozart und seine Zeit. Laaber-Verlag, Laaber 2001, ISBN 3-921518-92-X.
- Im Umfeld der Orgel. Musik und Musiker zwischen Elbe und Weser (= Schriften der Orgelakademie Stade. Bd. 2). Orgelakademie, Stade 2007, ISBN 978-3-931879-33-4.
- als Herausgeber: Zwischen Schütz und Bach. Georg Österreich und Heinrich Bokemeyer als Notensammler (Gottorf / Wolfenbüttel). Carus, Stuttgart 2015, ISBN 978-3-89948-245-4.
- Orgeln an der Nordsee – Kultur der Marschen. Ludwig, Kiel 2015, ISBN 978-3-86935-245-9 (mehrere Ausgaben).
- Musik im Namen Luthers. Kulturtraditionen seit der Reformation. Bärenreiter u. a., Kassel u. a. 2016, ISBN 978-3-7618-2381-1.
- Arp Schnitger. Orgelbauer – Klangarchitekt – Vordenker. Ludwig, Kiel 2019, ISBN 978-3-86935-358-6.